# Manchester (condado de Hartford)
Manchester es un lugar designado por el censo ubicado en el condado de Hartford en el estado estadounidense de Connecticut. En el año 2010 tenía una población de 30,577 habitantes.

## Geografía
Manchester se encuentra ubicado en las coordenadas 41°46′48″N 72°31′9″O / 41.78000, -72.51917.